# تپه خزینه ۱ ۱۰۶ - K
تپه خزینه ۱ ۱۰۶ - K مربوط به دوره ساسانیان - دوره سلجوقیان است و در شهرستان کنگاور، روستای خیرمندان واقع شده و این اثر در تاریخ ۱۰ دی ۱۳۸۱ با شمارهٔ ثبت ۶۶۱۶ به‌عنوان یکی از آثار ملی ایران به ثبت رسیده است.